# Malpelo (opowiadanie)
Malpelo (oryg. wł. Rosso Malpelo) – opowiadanie Giovanniego Vergi wchodzące w skład tomu Życie wśród pól (1880). 

## Treść
Głównym bohaterem opowiadania jest młody górnik z kopalni czerwonego piasku. Z powodu rudych włosów w rodzinnej wsi nazywany jest malpelo – jest to tradycyjne włoskie przezwisko nadawane osobom o tej barwie włosów. Wygląd bohatera sprawia, że całe jego otoczenie, łącznie z rodziną, uważają go za osobę z gruntu złą. 
Malpelo został górnikiem, ponieważ tę samą pracę wykonywał jego ojciec, który zginął niemalże na oczach syna, przysypany piaskiem w kopalni. Mimo tego tragicznego wspomnienia młodzieniec czuje się predestynowany do swojego zawodu, pracuje dobrze i zacięcie. Z powodu rudych włosów i przypisywanego im znaczenia jest jednak stale odrzucany przez kolegów z pracy, wyszydzany i bity. Sam z kolei staje się agresywny, bezlitośnie bijąc osła ciągnącego wóz i znęcając się nad młodszym i słabszym kolegą z pracy, zwanym z powodu kalectwa Żabą. Równocześnie Malpelo stara się pomagać Żabie zaadaptować się do warunków życia w kopalni, przekonując go, że tylko odpowiadając agresją na agresję będzie w stanie zyskać szacunek i nie padać stale ofiarą szykan. Żaba jest jego jedynym towarzyszem - inni mieszkańcy wsi i górnicy jedynie go wyśmiewają lub wprost atakują. Nawet matka i siostra Malpela nie chcą utrzymywać z nim bliższych kontaktów. Żaba umiera jednak na gruźlicę. 
Wkrótce po śmierci towarzysza Malpelo zgłasza się na ochotnika do zbadania nieznanego dotąd korytarza kopalni, którego to zadania, z uwagi na niebezpieczeństwo zabłądzenia i śmierci głodowej, nie chce podjąć się nikt inny. Ginie bez wieści w kopalni. 

## Cechy utworu
Opowiadanie zostało opublikowane jako część tomu Życie wśród pól. Podobnie jak w przypadku zdecydowanej większości tekstów z tego tomu, jego akcja rozgrywa się na wsi sycylijskiej, wśród zamieszkującej ją prostych chłopów. Dzieła reprezentują poetykę weryzmu. 
Malpelo jest opowiadaniem o silnym wydźwięku społecznym. Chociaż narrator tekstu kilkakrotnie podkreśla, że przyczyną złego traktowania bohatera jest kolor włosów i związany z nim przesąd, w lekturze opowiadania trudno oprzeć się wrażeniu, że w rzeczywistości nieszczęście Malpelo (i innych postaci) wywołane jest jego pochodzeniem i sytuacją ekonomiczną. Jest on młodocianym, najgorzej płatnym, robotnikiem kopalnianym. Położenie takich osób Verga znał dobrze z własnych obserwacji funkcjonowania kopalni na Sycylii, znał również raport ekonomisty Leopolda Franchettiego o życiu na włoskim Południu. Opowiadanie ukazuje obraz kopalni jako miejsca bezlitosnej walki o przetrwanie. Ojciec głównego bohatera ginie, wykonując pracę na akord, za zaniżone wynagrodzenie. Pracodawcy bezwzględnie dążą wyłącznie do maksymalizacji zysku, okrucieństwo jest również regułą postępowania w gronie samych górników, gdzie silniejsi prześladują słabszych. Ustawicznie szykanowany, jako słabszy, Malpelo sam zaczyna znęcać się nad jeszcze słabszym od siebie Żabą, chociaż jest do niego przywiązany i bijąc go, chce równocześnie nauczyć go zasad funkcjonowania w społeczności górników. 
W utworze silny jest wątek deterministyczny: Malpelo nie ma możliwości wyboru zawodu - został górnikiem, bo był nim również jego ojciec. Nie ma ucieczki od okrutnego świata kopalni, ulgę może przynieść jedynie śmierć. Bohater wie, dlaczego jego ojciec zginął, a jednak uważa za normalne podporządkowywanie się poleceniom kierownictwa kopalni, nie protestuje, gdy są mu wyznaczane najtrudniejsze i najbardziej niebezpieczne zadania. Brutalność i niesprawiedliwość uznaje za naturalną kolej rzeczy. Wie również, że któregoś dnia również on zginie w pracy i godzi się ze swoim losem. W finale utworu Malpelo dzieli los bohatera górniczej legendy, która zawsze budziła w nim lęk: gubi drogę w podziemnym korytarzu i nigdy nie wraca na powierzchnię. 
Opowiadanie zostało zekranizowane w 2007. Włoski reżyser Pasquale Scimeca nakręcił wówczas film pod tym samym tytułem, co utwór Vergi.